# اوساک-وادال
اوساک-وادال (به فرانسوی: Aussac-Vadalle) یک کمون در فرانسه است که در canton of Saint-Amant-de-Boixe واقع شده‌است. اوساک-وادال ۱۷٫۶۱ کیلومتر مربع مساحت دارد ۱۰۹ متر بالاتر از سطح دریا واقع شده‌است.